# Gory Days
Albums de Necro
I Need Drugs
(2000) The Pre-Fix for Death
(2004)
Singles
1. Bury You with Satan
Sortie : 2001
2. Morbid
Sortie : 2001

Gory Days est le deuxième album studio de Necro, sorti le 13 novembre 2001.

## Liste des titres
| No  | Titre                                                                        | Contient un (des) sample(s) de                                                                      | Durée |
| --- | ---------------------------------------------------------------------------- | --------------------------------------------------------------------------------------------------- | ----- |
| 1.  | Bury You with Satan                                                          | Suite de The Eleventh House                                                                         | 4:01  |
| 2.  | World Gone Mad                                                               | | 4:50  |
| 3.  | Light My Fire                                                                | Voyages de Michel Polnareff Light My Fire des Doors                                                 | 3:23  |
| 4.  | Circle of Tyrants (featuring Mr. Hyde, Goretex, Ill Bill et Captain Carnage) | Acid, the Story of LSD du Circle of Tyrants                                                         | 4:51  |
| 5.  | Dead Body Disposal                                                           | Melissa de Francis Lai Let's Talk About Sex de Salt-n-Pepa                                          | 5:43  |
| 6.  | You're All Dying                                                             | | 3:35  |
| 7.  | All Hotties Eat the Jizz                                                     | La via Della Prostituzione M9 de Nico Fidenco Nobody Beats the Biz de Biz Markie featuring T.J Swan | 4:09  |
| 8.  | Scalpel                                                                      | | 3:55  |
| 9.  | 12 King Pimp Commandments                                                    | | 4:09  |
| 10. | Gory Days                                                                    | | 3:15  |
| 11. | Poetry in the Streets (featuring Ill Bill)                                   | Song of the Lamplighters de Mzuiri                                                                  | 3:42  |
| 12. | Don't Try to Ruin It (featuring The Kid Joe)                                 | | 3:39  |
| 13. | One Way or Another                                                           | Dawning de Triumvirat One Way or Another de Blondie                                                 | 3:33  |
| 14. | Morbid                                                                       | | 2:46  |

| 15. | 24 Shots                                 |                                 | 3:59 |
| 16. | Violins of Violence (featuring Mr. Hyde) | Bella by Barlight de John Lurie | 3:34 |